# دریای سلب

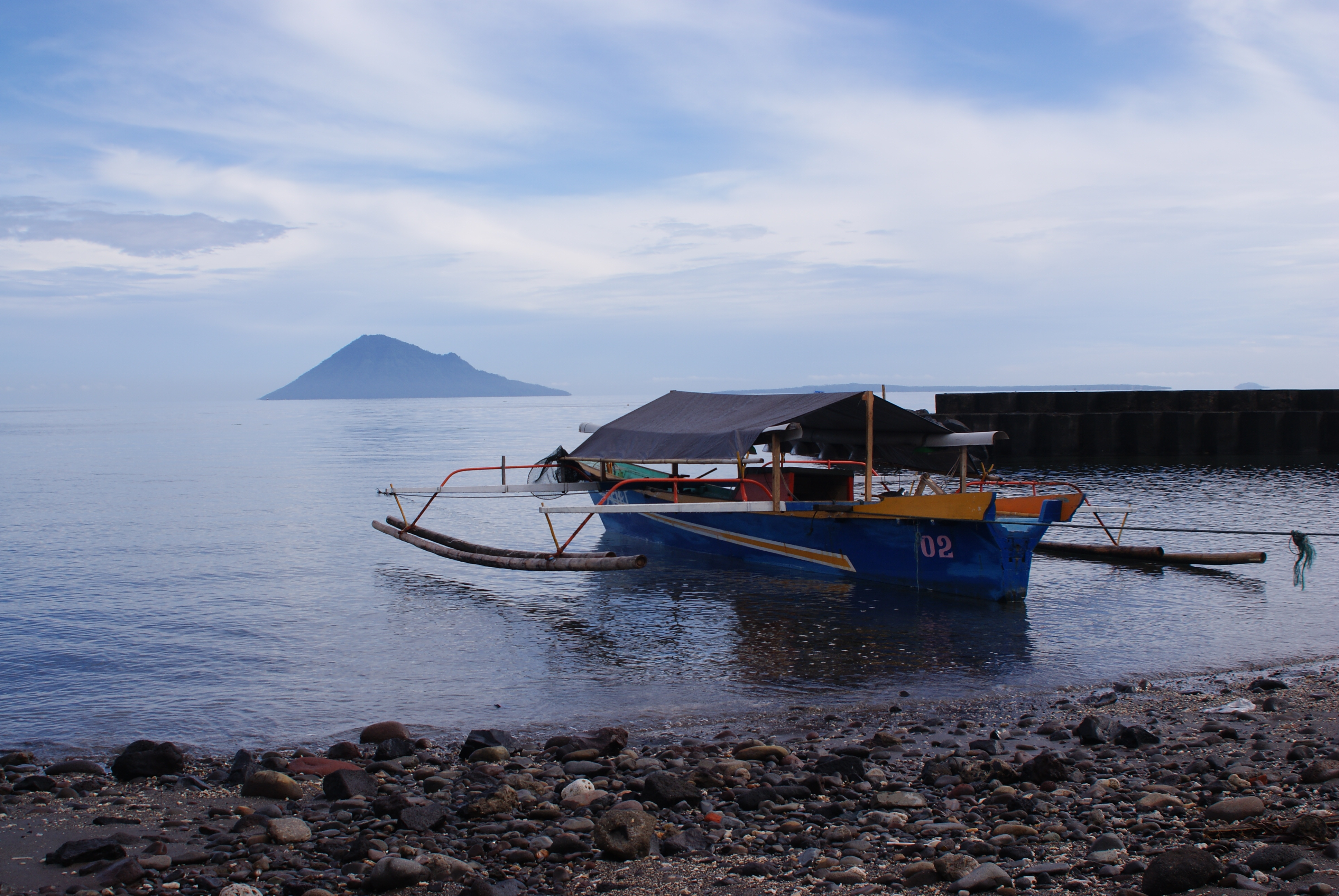
ساحل جنوبی دریای سلب در شمال سولاوسی

دریای سِلِب یا دریای سولاوسی (اندونزیایی: Laut Sulawesi) بخشی از آب‌های غربی اقیانوس آرام واقع در بین سولاوسی و جنوب فیلیپین است. این دریا در شمال به مجمع‌الجزایر و دریای سولو و جزیره میندانائو، در شرق به جزایر سانگی، در جنوب به سلب (سولاوسی) و در غرب به بورنئو منتهی می‌شود. مساحت کل دریای سلب ۲۸۰٬۰۰۰ کیلومتر مربع بوده و فاصلهٔ شمال تا جنوب آن ۶۷۵ کیلومتر و شرق تا غرب آن ۸۳۷ کیلومتر است. بیش از نیمی از این دریا ژرفایی بالاتر از ۴۰۰۰ متر دارد و عمیقترین نقطهٔ اندازه‌گیری‌شدهٔ آن ۶٬۲۲۰ متر بوده است. دریای سلب همچنین در جنوب غربی خود از طریق تنگه ماکاسار به دریای جاوه راه دارد.
هلندیان در اوایل سدهٔ هفدهم بخش‌هایی از جزایر سلب و سانگ را به تصرف خود درآوردند اما خود دریای سلب برای مدتی طولانی تحت سیطرهٔ بازرگانان و دزدان دریایی اهل بورنئو و جزایر اطراف قرار داشت و استعمارگران در اواخر سدهٔ نوزدهم توانستند آنرا تحت کنترل خود درآورند.
دریای سلب از نظر ماهیگیری دارای اهمیت بسیاری است و تجارت ساحلی و بین جزیره‌ای در آن رواج دارد.